# Matachana
Matachana es una localidad del municipio de Castropodame, en la comarca de El Bierzo, en la provincia de León, comunidad autónoma de Castilla y León (España).

## Situación
Se encuentra al SO de Bembibre; al E de Villaverde de los Cestos; al NE de Castropodame; al N de Turienzo Castañero y al NO de San Pedro Castañero.

## Evolución demográfica
| 2000 | 2001 | 2002 | 2003 | 2004 | 2005 | 2006 | 2007 | 2008 | 2009 | 2010 | 2011 |  |
| 560  | 536  | 542  | 569  | 552  | 565  | 580  | 574  | 571  | 578  | 576  | 582  |  |